# SN 2012bk
SN 2012bk – supernowa typu Ib, odkryta 25 marca 2012 roku w galaktyce A135451-2630. W momencie odkrycia, miała maksymalną jasność 16,8m.